# Сражение при Элея-Каламас
Сражение при Элеа-Каламас (греч. Μάχη Ελαίας – Καλαμά, итал. Battaglia di Elaia-Kalamas) — сражение между греческой и итальянской армиями на первом этапе Итало-греческой войны, произошедшее в регионе Эпир в период с 2 по 8 ноября 1940 года. Греческие войска отбросили противника и перешли в контрнаступление на территорию Албании.

## Военно-стратегическая ситуация
После занятия Албании итальянцами в апреле 1939 года греческое правительство генерала Метаксаса пыталось избежать войны с Италией. В этом Метаксас находил понимание у итальянского посла в Афинах Эммануэлле Граци, который также пытался избежать войны между, как он писал, «двумя благороднейшими странами мира, которым человечество обязано всем, чем располагает в духовной сфере».
Последовала серия итальянских провокаций, кульминацией которых стало торпедирование «неизвестной» подлодкой старого греческого эсминца «Элли» в день православного праздника Успения Богородицы 15 августа. Это «гнусное преступление», как писал позже Граци, «создало по всей Греции атмосферу абсолютного единогласия». «Муссолини достиг действительного чуда: греки были разделены. Его политика объединила их».
Первые упреждающие греческие меры были предприняты 20 августа. Греки заняли полосу в 20 км вдоль албанской границы, которая в начале 1939 года была демилитаризирована как знак нейтралитета. 3 октября Граци информировал Рим, что Греция мобилизовала 250 тыс. солдат.

## Военные приготовления
Режим Метаксаса был установлен в Греции в 1936 году при помощи либеральной Великобритании и при попустительстве Франции и США. Находясь четыре года у власти, правительство Метаксаса не предприняло серьёзных оборонных мер, за исключением строительства «Линии Метаксаса». «Линия Метаксаса» была построена на границе с Болгарией, к действиям и намерениям которой Греция более полувека относилась настороженно и с недоверием. Греческие опасения были подтверждены германским нападением из Болгарии в 1941 году, но они также сковывали несколько греческих дивизий вдали от итальянского фронта.
Греческим генштабом был подготовлен план «IB» («Италия — Болгария» — одновременные оборонные действия против итальянской и болгарской армий). При этом на итальянском участке на границе с Албанией «не была организована ни одна новая пулемётная точка, не был уложен ни один мешок цемента».
Метаксас не верил в возможности маленькой Греции отразить нападение Италии. Нигде в его дневнике нет предвидения и веры в греческую победу. В Генштабе было распространено мнение, что «греческая армия сделает несколько выстрелов в честь оружия».
«Греция подверглась итальянскому нападению 28 октября оставаясь почти немобилизованной. Кроме двух дивизий пехоты и нескольких батальонов прикрытия, вся греческая армия находилась на положении мирного времени».

## Ультиматум
25 октября после реставрации Афинского оперного театра на представление «Мадам Баттерфляй» был приглашён сын Джакомо Пуччини и присутствовало всё итальянское дипломатическое представительство, Греческий королевский двор и правительство.
Вечером 27 октября Граци получил текст ультиматума, который он должен был вручить 28 октября в 3 часа ночи, предоставив греческому правительству 3 часа на ответ. Не дожидаясь ответа, в 05:30 началось итальянское наступление на многих участках границы.
Граци предъявил ультиматум Метаксасу в доме генерала. Генерал прочитал ультиматум и ответил на французском Alors, c’est la guerre!!.
Сегодня Греция отмечает ежегодно этот ответ и начало войны как день Охи (годовщина «Нет»).
Ни Муссолини ни Европа, склонившая, кроме Британии, голову перед фашизмом, не ожидали этого ответа от маленькой страны. Андре Жид, обращаясь в тот же день к К. Димарасу, как представителю Греции, говорил: «Вы представляете для нас пример мужественной добродетели и реального достоинства. И какую благодарность и восхищение вы вызываете, поскольку вы, в очередной раз, дали всему человечеству веру, любовь и надежду».

## Оперативные планы
Итальянцы развернули 3-ю дивизию альпинистов «Джулия» при поддержке 47-й пехотной дивизии Бари в качестве основного наступательного клина с задачей занять стратегические горные перевалы Пинда.
Греческое командование разделило театр операций так же, как Пинд географически делил греческий северо-запад на сектор Эпира и Македонии. На стыке секторов была расположена Бригада Пинда.
Удар альпинистов «Джулии» приняла бригада Пинда, которой командовал полковник Константинос Давакис. Эта бригада располагалась на фронте в 35 км на хребте Пинда (см. Сражение Пинда).
К западу от хребта Пинда и до Ионического моря итальянцы развернули свой 25-й корпус армии, в который входили 51-я пехотная дивизия Сьена и 23-я пехотная дивизия Феррара, 131-я танковая дивизия «Центавр» и кавалерийская дивизия.
Греческие части прикрытия в Эпире заняли линию от устья реки Каламас до её истоков у стратегической местности Элея (Ελαία), возле высот Калпакион. По сути это была одна пехотная дивизия — 8-я под командованием генерала Кацимитроса.

## Сражение
Генерал Кацимитрос, отличившийся в греческой победе над турками при Афьонкарахисаре во время малоазийского похода, слыл в армии «сумасшедшим». Кацимитрос был ближе к рядовым и не наблюдал в армии пораженческих настроений, присущих генштабу.
31 октября, спустя три дня после начала итальянского наступления, генерал Кацимитрос получил из генштаба приказ отступить на новые позиции. Но дивизия успешно отбивала итальянские атаки и прочно удерживала свои позиции. Кацимитрос осознавал, что оставление позиций создаст сложности для организации греческого контрнаступления. Кацимитрос отказался исполнять приказ и запретил доводить его до сведения офицеров и частей, взамен издавая свои приказы.
2 ноября после повторяемых воздушных и артиллерийских налётов на греческие позиции итальянская дивизия Феррара безуспешно пыталась продвинуться к Элеа.
3 ноября колонна 60 итальянских лёгких танкеток L3/35 и средних танков M13/40 при поддержке мотоциклистов не смогла прорвать греческую оборону. Были подбиты 9 танков и 30 мотоциклов.
На правом фланге итальянцы смогли продвинуться вдоль побережья и взять под свой контроль мост на реке Каламос 5 ноября.
Все итальянские атаки в последующие дни были отбиты. 8 ноября безуспешное итальянское наступление было свёрнуто.

## Результаты
В результате провала итальянской операции командующий итальянской армии в Албании генерал Sebastiano Visconti Prasca был смещён и его место занял генерал Убальдо Содду.
Большое значение для греческого успеха имела неспособность итальянских ВВС сорвать мобилизацию и развёртывание греческих сил. В силу этого фактора географические и технические сложности греческой армии в вопросе транспортировки людей на фронт стали преодолимыми и были решены.
После успешной греческой обороны на хребте Пинда и сражения в секторе Элея-Каламас греческие силы отбросили итальянцев назад, развивая наступление вглубь албанской территории.